# Grand Prix automobile du Portugal 1988

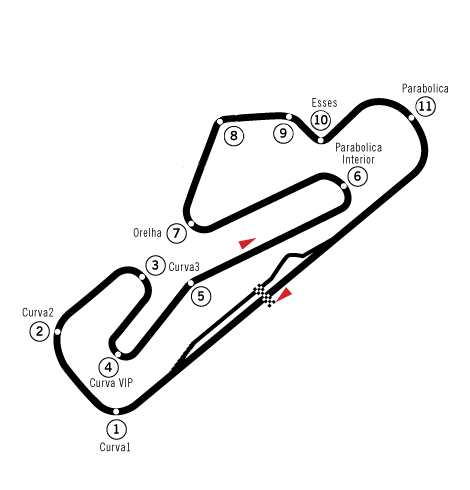
Circuit d'Estoril

Le Grand Prix automobile du Portugal 1988 est une course de Formule 1 qui s'est déroulée le 25 septembre 1988 sur le circuit d'Estoril près de Lisbonne.

## Classement
| Pos. | No | Pilote             | Écurie               | Tours | Temps/Abandon                      | Grille | Points |
| ---- | -- | ------------------ | -------------------- | ----- | ---------------------------------- | ------ | ------ |
| 1    | 11 | Alain Prost        | McLaren-Honda        | 70    | 1 h 37 min 40 s 958 (187,034 km/h) | 1      | 9      |
| 2    | 16 | Ivan Capelli       | March-Judd           | 70    | + 9 s 553                          | 3      | 6      |
| 3    | 20 | Thierry Boutsen    | Benetton-Ford        | 70    | + 44 s 619                         | 13     | 4      |
| 4    | 17 | Derek Warwick      | Arrows-Megatron      | 70    | + 1 min 07 s 419                   | 10     | 3      |
| 5    | 27 | Michele Alboreto   | Ferrari              | 70    | + 1 min 11 s 884                   | 7      | 2      |
| 6    | 12 | Ayrton Senna       | McLaren-Honda        | 70    | + 1 min 18 s 269                   | 2      | 1      |
| 7    | 36 | Alex Caffi         | Scuderia Italia-Ford | 69    | + 1 tour                           | 17     |        |
| 8    | 24 | Luis Pérez-Sala    | Minardi-Ford         | 68    | + 2 tours                          | 19     |        |
| 9    | 14 | Philippe Streiff   | AGS-Ford             | 68    | + 2 tours                          | 21     |        |
| 10   | 25 | René Arnoux        | Ligier-Judd          | 68    | + 2 tours                          | 23     |        |
| 11   | 31 | Gabriele Tarquini  | Coloni-Ford          | 65    | + 5 tours                          | 26     |        |
| 12   | 21 | Nicola Larini      | Osella               | 63    | + 7 tours                          | 25     |        |
| Abd. | 15 | Mauricio Gugelmin  | March-Judd           | 59    | Moteur                             | 5      |        |
| Abd. | 5  | Nigel Mansell      | Williams-Judd        | 54    | Collision                          | 6      |        |
| Abd. | 3  | Jonathan Palmer    | Tyrrell-Ford         | 53    | Surchauffe                         | 22     |        |
| Abd. | 19 | Alessandro Nannini | Benetton-Ford        | 52    | Tenue de route                     | 9      |        |
| Abd. | 28 | Gerhard Berger     | Ferrari              | 35    | Sortie de piste                    | 4      |        |
| Abd. | 1  | Nelson Piquet      | Lotus-Honda          | 34    | Embrayage                          | 8      |        |
| Abd. | 6  | Riccardo Patrese   | Williams-Judd        | 29    | Radiateur                          | 11     |        |
| Abd. | 23 | Pierluigi Martini  | Minardi-Ford         | 27    | Moteur                             | 14     |        |
| Abd. | 29 | Yannick Dalmas     | Larrousse-Ford       | 20    | Alternateur                        | 15     |        |
| Abd. | 2  | Satoru Nakajima    | Lotus-Honda          | 16    | Sortie de piste                    | 16     |        |
| Abd. | 22 | Andrea De Cesaris  | Rial-Ford            | 11    | Transmission                       | 12     |        |
| Abd. | 18 | Eddie Cheever      | Arrows-Megatron      | 10    | Turbo                              | 18     |        |
| Abd. | 30 | Philippe Alliot    | Larrousse-Ford       | 7     | Moteur                             | 20     |        |
| Abd. | 26 | Stefan Johansson   | Ligier-Judd          | 4     | Moteur                             | 24     |        |
| Nq.  | 4  | Julian Bailey      | Tyrrell-Ford         |       | Non qualifié                       |        |        |
| Nq.  | 9  | Piercarlo Ghinzani | Zakspeed             |       | Non qualifié                       |        |        |
| Nq.  | 33 | Stefano Modena     | Eurobrun-Ford        |       | Non qualifié                       |        |        |
| Nq.  | 10 | Bernd Schneider    | Zakspeed             |       | Non qualifié                       |        |        |
| Npq. | 32 | Oscar Larrauri     | Eurobrun-Ford        |       | Non préqualifié                    |        |        |

## Pole position et record du tour
- Pole position : Alain Prost en 1 min 17 s 411 (vitesse moyenne : 202,297 km/h).
- Meilleur tour en course : Gerhard Berger en 1 min 21 s 961 au 31e tour (vitesse moyenne : 191,066 km/h).

## Tours en tête
- Ayrton Senna : 1 (1)
- Alain Prost : 69 (2-70)

## À noter
- 33e victoire pour Alain Prost.
- 67e victoire pour McLaren en tant que constructeur.
- 39e victoire pour Honda en tant que motoriste.